# Contea di Cochran
La contea di Cochran (in inglese Cochran County) è una contea dello Stato del Texas, negli Stati Uniti. La popolazione al censimento del 2000 era di 3 127 abitanti Il capoluogo di contea è Morton. La contea è stata creata nel 1876, ed in seguito organizzata nel 1924.
Il suo nome deriva da Robert E. Cochran, un difensore della missione coloniale spagnola Alamo. Il giudice della contea è Pat Sabala Henry. Lo sceriffo Raymond Weber.

## Geografia fisica
| Anno | Popolazione | ±%       |
| ---- | ----------- | -------- |
| 1900 | 25          |          |
| 1910 | 65          | 160,0%   |
| 1920 | 67          | 3,1%     |
| 1930 | 1.963       | 2.829,9% |
| 1940 | 3.735       | 90,3%    |
| 1950 | 5.928       | 58,7%    |
| 1960 | 6.417       | 8,2%     |
| 1970 | 5.326       | −17,0%   |
| 1980 | 4.825       | −9,4%    |
| 1990 | 4.377       | −9,3%    |
| 2000 | 3.730       | −14,8%   |
| 2010 | 3.127       | −16,2%   |

Secondo l'Ufficio del censimento degli Stati Uniti d'America la contea ha un'area totale di 775 miglia quadrate (2010 km²), di cui 775 miglia quadrate (2010 km²) sono terra, mentre 0,09 miglia quadrate (0,23 km², corrispondenti allo 0,1% del territorio) sono costituiti dall'acqua. Cochran County si trova sulle alte pianure del Llano Estacado. Il confine occidentale della contea si trova lungo il confine tra il Texas e il Nuovo Messico.

### Strade principali
- State Highway 114
- State Highway 125
- State Highway 214

### Contee adiacenti
- Bailey (nord)
- Hockley (est)
- Yoakum (sud)
- Lea (sud-ovest)
- Roosevelt (nord-ovest)